# Sminthurididae
Sminthurididae är en familj av urinsekter. Enligt Catalogue of Life ingår Sminthurididae i överfamiljen Sminthurididoidea, ordningen hoppstjärtar, klassen urinsekter, fylumet leddjur och riket djur, men enligt Dyntaxa är tillhörigheten istället ordningen hoppstjärtar, klassen urinsekter, fylumet leddjur och riket djur. Enligt Catalogue of Life omfattar familjen Sminthurididae 23 arter. 
Sminthurididae är enda familjen i överfamiljen Sminthurididoidea.
Kladogram enligt Catalogue of Life och Dyntaxa:
| Sminthurididae | \| \| Denisiella \| \| \| \| \| \| Sminthurides \| \| \| \| \| \| Sphaeridia \| \| \| \| \| \| Stenacidia \| \| \| \| |
|                | \| \| Denisiella \| \| \| \| \| \| Sminthurides \| \| \| \| \| \| Sphaeridia \| \| \| \| \| \| Stenacidia \| \| \| \| |
|                | Denisiella |
|                | |
|                | Sminthurides |
|                | |
|                | Sphaeridia |
|                | |
|                | Stenacidia |
|                | |